# Oratoria

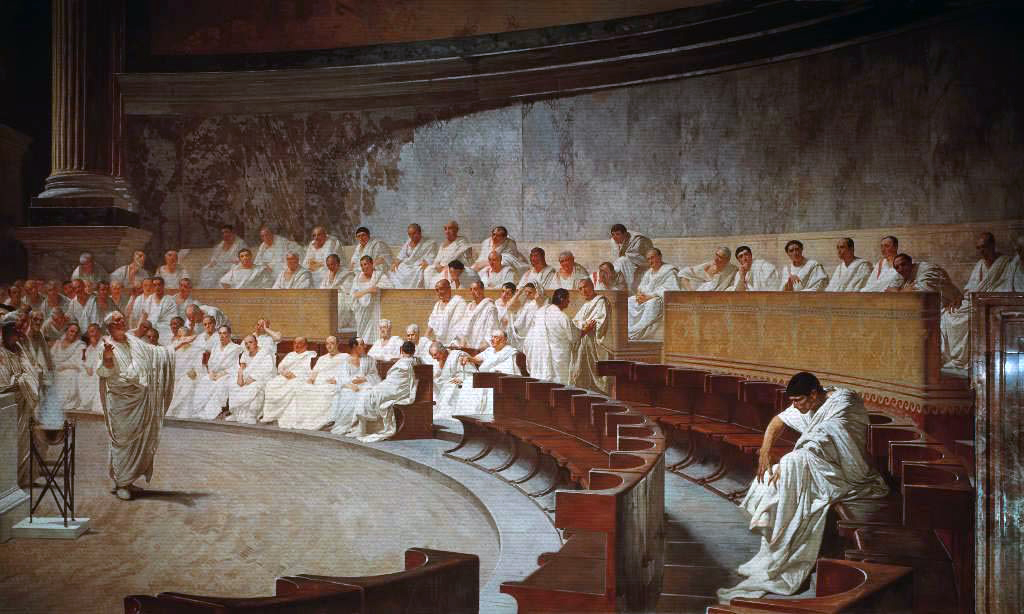
Cicerón denuncia a Catilina, fresco de Cesare Maccari.

Se llama oratoria al arte de hablar con elocuencia. En segundo lugar, es también un género literario formado por el discurso, la arenga, la disertación, el sermón, el panegírico, entre otras.
Este segundo sentido más amplio se aplica a todos los procesos literarios que están planteados o expresados con la misma finalidad y con propósito persuasivo. Esta finalidad de persuadir al destinatario es la que diferencia la oratoria de otros procesos comunicativos orales. Del mismo modo que la finalidad de la didáctica es enseñar y la de la poética deleitar, lo que pretende la oratoria es convencer de algo. La persuasión consiste en que con las razones que uno expresa oralmente se induce, mueve u obliga a otro a creer o hacer una cosa. Ahora bien, no es su única finalidad. El propósito de la oratoria pública puede ir desde transmitir información a motivar a la gente para que actúe, o simplemente relatar una historia. Los buenos oradores deberían ser capaces de cambiar las emociones de sus oyentes y no solo informarles. La oratoria puede ser una poderosa herramienta que se usa para propósitos tales como la motivación, influencia, persuasión, información, traducción o simple entretenimiento.

## Características
- Frecuentes vocativos (llamadas de atención a quienes están escuchando el discurso: los jueces, el pueblo al que se llama «Quiritas» o ciudadanos, o bien a la misma persona a quien se acusa).
- Abundante utilización de preguntas retóricas.
- Abundante uso de la segunda persona del singular.
- Frecuentes cambios de tono e inflexiones en la voz del que está hablando.
- Subordinación abundante.

### Consejos
- Tener confianza en nosotros mismos.

Por mucho que nos cueste, debemos tener en cuenta que, con una adecuada preparación, cualquier persona es capaz de vencer el miedo a quedarse bloqueada delante de un grupo de personas que le están mirando mientras habla. Aunque no dominemos completamente el tema, hemos de dar la sensación de seguridad ante situaciones imprevistas o posibles preguntas incómodas.
- Saber exactamente lo que vamos a decir.

Aunque siempre podremos improvisar en algún detalle o ejemplo, lo ideal es llevar bien preparado el discurso. Y seguir el mismo orden que hayamos establecido previamente. No es mala idea ensayar nuestra intervención delante de algún amigo o familiar que nos haga comentarios críticos para mejorar.
- Mostrarnos relajados.

Es normal sentir cierto nerviosismo antes de comenzar a hablar, pero hemos de controlar nuestros nervios para que no se evidencien en forma de temblor de manos o de voz. Para ello debemos respirar de manera profunda y pausada.
- Mirar a las caras de los asistentes.

No debemos bajar la mirada y refugiarnos en los papeles, ni mirar al infinito sin fijar la vista en nada ni en nadie. Si queremos ganarnos al auditorio, tenemos que mirarles directamente, paseando la vista por cada uno de los miembros del público.
- Vestir adecuadamente, sin llamar la atención.

El público se hará una idea inmediata de nuestra capacidad para exponer desde el momento en que nos coloquemos delante, por lo que es mejor dar una buena impresión desde el primer minuto. Si nuestro atuendo resulta llamativo, distraeremos al auditorio del mensaje que queremos transmitir

### Errores a evitar
- Empezar nuestra intervención cuando todavía hay personas del público hablando o tomando asiento.
- Comenzar a hablar sin saludar y sin presentarse.
- No apagar previamente el teléfono móvil ni recordar al auditorio que haga lo mismo.
- Adoptar una postura corporal no adecuada. Por ejemplo, permanecer de pie y moverse demasiado... o sentarse hacia atrás de manera informal.
- Confesar al auditorio que hay incomodidad o nerviosismo.
- Dirigirse al auditorio de manera demasiado coloquial o con excesiva formalidad.
- No establecer contacto visual con la audiencia.
- Hablar en un volumen demasiado bajo, muy rápido o muy despacio, o no pronunciar correctamente.
- Quedar inmóvil y rígido, gesticular en exceso, limitar mucho los movimientos (tipo robot) o repetir demasiado el mismo movimiento.
- Repetir gestos o tics a causa del nerviosismo (meter y sacar las manos en los bolsillos, caminar hacia delante y hacia atrás, rascarse, guiñar).
- No concluir una frase o idea que se ha comenzado.
- Hacer pausas silenciosas demasiado largas.
- Dirigir la mirada al reloj cada pocos minutos.
- Desviarse de la cuestión perdiendo el tiempo en digresiones poco útiles e interesantes.
- Usar muletillas o repetir expresiones o sonidos sin justificación, que no aportan nada al contenido del "discurso".
- Leer alguna cita, o incluso el texto de nuestra intervención, de manera muy mecánica, de forma "leída", no "dicha", sin darle expresividad o sin levantar la vista del papel.
- Utilizar una presentación de diapositivas como texto básico de la intervención en lugar de como apoyo para completar el discurso oral.
- No beber agua cuando se lleva un rato hablando y la boca está reseca.[2]

## Tipos
Según la cantidad de oradores, se clasifica en dos :
1. Oratoria individual:
Porque hace uso de la palabra, sin la participación de otra u otras personas, se dice que está utilizando la oratoria individual. Esta es quizás una de las formas elocutivas de más arraigo en el ámbito social pues es de uso obligatorio en todas las medidas y esferas donde el hombre desenvuelve su vida física, afectiva y laboral.
2. Oratoria grupal:
Se caracteriza por la presencia de dos a tres o más personas en el estrado hablando.

### Tipos de conferencias
1. Una simple conferencia:
Se puede denominar simplemente conferencia cuando los organizadores nos solicitan que hablemos de un tema determinado, haciendo una amplia exposición de este y una vez expuesto se dé por finalizado el acto. En este caso no habrá posibilidad que el público formule algún tipo de preguntas. Por lo general se trata de intervenciones a tiempo fijado, por lo que se debe acordar con los organizadores cuánto tiempo se dispone para hablar.
2. Conferencia con ruegos y preguntas:
Por lo general los organizadores ya advierten que se debe ser más breve para dejar paso a la intervención del público que preguntará sobre el tema. Es importante en este tipo de conferencias la presencia de un moderador, alguien que ayude y ponga punto final a las preguntas o evite que las preguntas se conviertan en un diálogo entre el espectador y el conferenciante.
3. Conferencia-entrevista:
Se trata de una modalidad que últimamente se realiza mucho en algunos ámbitos, al margen de la radio y la televisión. En este caso el conferenciante expone el tema de una forma breve y seguidamente deja paso al presentador para que este formule preguntas a las que el conferenciante va respondiendo ampliamente y sin límite de tiempo.

## Historia
La oratoria nació en Sicilia y se desarrolló fundamentalmente en Grecia, donde fue considerada un instrumento para alcanzar prestigio y poder político. Había unos profesionales llamados logógrafos que se encargaban de redactar discursos para los tribunales.
El más famoso de estos logógrafos fue Lisias. Sin embargo, Sócrates creó una famosa escuela de oratoria en Atenas que tenía un concepto más amplio y patriótico de la misión del orador, que debía ser un hombre instruido y movido por altos ideales éticos a fin de garantizar el progreso del estado. En este tipo de oratoria llegó a considerarse el mejor en su arte a Demóstenes.
De Grecia la oratoria pasó a la República romana, donde Marco Tulio Cicerón lo perfeccionó. Sus discursos y tratados de oratoria nos han llegado casi completos. Durante el imperio Romano, sin embargo, la oratoria entró en crisis por cuenta de su poca utilidad política en un entorno dominado por el emperador, aunque todavía se encontraron grandes expertos en ese arte como Marco Fabio Quintiliano; los doce libros de su De institutione oratoria se consideran la cumbre en cuanto a la teoría del género. Sin embargo, como ha demostrado Ernest Robert Curtius en su Literatura europea y Edad Media latina, la Oratoria influyó poderosamente en el campo de la poesía y la literatura en general pasándole parte de sus recursos expresivos y retorizándola en exceso.

## Géneros
Originalmente, la oratoria se dividía en varias partes. Anaxímenes de Lámpsaco propuso una clasificación tripartita que asumió después Aristóteles.

### Oratoria forense o judicial
La oratoria judicial o forense se ocupa de acciones pasadas. Al género judicial lo califica un juez o tribunal que establecerá conclusiones aceptando lo que el orador presenta como justo y rechazando lo que presenta como injusto.
La definición brindada en el diccionario jurídico elemental de Guillermo Cabanellas, la define como: La exigida o practicada ante los tribunales de justicia, en las vistas o audiencias en que, lista para sentencia la causa, las partes o, con mayor frecuencia, sus letrados, resumen ante el juez o los magistrados los hechos, las pruebas y los fundamentos de Derecho que apoyan su tesis y su petición de condena o absolutoria.

### Oratoria política o deliberativa
La oratoria política se ocupa de acciones futuras. Al género deliberativo o político lo califica el juicio de una asamblea política que acepta lo que el orador propone como útil o provechoso y rechaza lo que propone como dañino o perjudicial.

### Oratoria epidíctica o demostrativa
El género demostrativo o epidíctico se ocupa de hechos pasados, pero, al contrario que el género judicial, se dirige a un público que no tiene capacidad para sancionar los hechos mismos, o influir sobre el asunto tratado; sino tan solo de asentir o disentir sobre la manera de presentarlos que tiene el orador, alabándolos o vituperándolos. Está centrado en lo bello y en su contrario, lo feo. Sus polos son, pues, el encomio y el denuesto o vituperio.

## Debate
Es una forma de defensa de los puntos de vista de los participantes de una charla, por ello, es conveniente estar preparado antes de aceptar el reto, no se debe olvidar que el público espera un debate que encarne en sí mismo una lucha. En toda guerra existen alianzas, por ello, en un momento determinado, si se sabe llevar la conversación de forma correcta, se defenderán las posturas del otro contertulio.

## Miedo a hablar en público
El miedo a hablar en público pertenece al subtipo de ansiedad social de actuación dentro de la fobia social y es uno de los trastornos psicológicos más frecuentes.  Esta ansiedad se origina por el temor a ser evaluado negativamente, rechazado o ridiculizado por parte del público. Las personas con alta ansiedad social tienden a evitar situaciones de habla en público, ya que perciben la experiencia como una amenaza. Este mecanismo de evitación se explica por un doble sesgo cognitivo: por un lado, se sobrestima la dificultad de la situación y, por otro, se subestiman las propias capacidades para afrontarla con éxito. En jóvenes adultos, hablar frente a una audiencia es una situación de actuación social especialmente común que puede representar un gran reto para muchos. De hecho, de entre todas las situaciones sociales temidas, hablar en público es la más prevalente en la población general, con escasa diferencia en función del sexo y la edad. La aprensión experimentada al hablar en público puede tener una serie de causas, tales como rasgos individuales, novedad, orientación cognitiva y características de la audiencia. Un estudio reciente llevado a cabo por García-López, Diez-Bedmar y Almansa-Moreno ha demostrado que un entrenamiento a estudiantes universitarios en Psicología permitió que estos pudieran actuar como terapeutas ante otros estudiantes, mediante una metodología colaborativa.